# Nikolaï Mouraviov-Amourski
Pour les articles homonymes, voir Mouraviov.

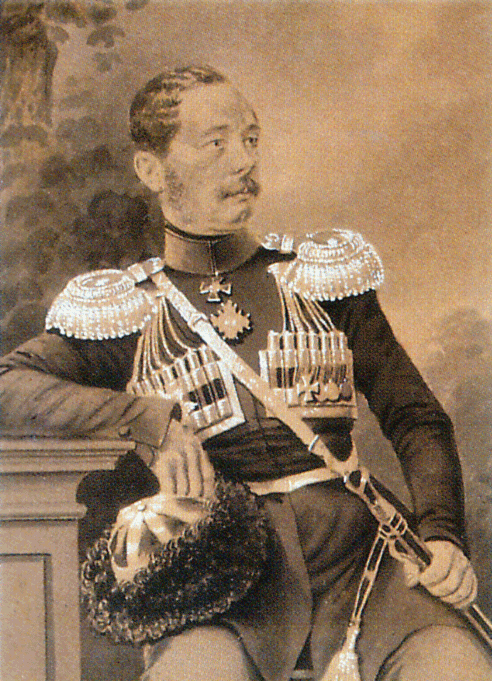
Nikolaï N. Mouraviov-Amourski.

Nikolaï Nikolaïevitch Mouraviov, comte Amourski (en russe : Николай Николаевич Муравьёв-Амурский), né le 11 août 1809 à Saint-Pétersbourg et mort le 30 novembre 1881 à Paris, est un homme d'État et diplomate russe, qui a joué un rôle déterminant dans l'expansion de l'Empire russe jusqu'aux côtes de l'océan Pacifique.

## Jeunesse et débuts
Nikolaï Mouraviov nait à Saint-Pétersbourg et sort du Corps des Pages en 1827. Il participe au siège de Varna, lors de la guerre russo-turque de 1828-1829, puis à la répression de l'Insurrection de Novembre en Pologne, en 1831. Il se retire de l'armée en 1833, en raison de problèmes de santé et retourne chez lui pour prendre la suite de l'entreprise paternelle. Cependant, il reprend du service en 1838, comme aide de camp du général Golovine, pour servir dans le Caucase. Durant l'une de ces campagnes contre les peuples des montagnes Mouraviov est blessé.
En 1840, Mouraviov est chargé de commander une des sections des lignes de défense sur les côtes de la mer Noire. 
Promu au rang de général de division en 1841, Mouraviov doit pourtant se retirer définitivement de l'armée en raison d'une maladie. Il est transféré au ministère de l'Intérieur et nommé gouverneur civil et militaire du gouvernement de Toula, en 1846. Désireux d'améliorer l'économie générale de la province, il propose d'établir une société agricole  provinciale. Mouraviov est le premier gouverneur à suggérer au tsar Nicolas Ier d'abolir le servage par une motion signée par neuf propriétaires terriens locaux. Le tsar ne tient pas compte de la pétition, mais depuis ce jour-là il parle de Mouraviov comme d'un « libéral » et d'un « démocrate ».

## Gouvernement de la Sibérie orientale
Le 5 septembre 1847, Mouraviov est nommé gouverneur général d'Irkoutsk et Ienisseïsk, en Sibérie orientale. Cette nomination suscite la controverse : en effet, il est inhabituel pour une personne de cet âge (trente-huit ans à l'époque) de se voir confier un si vaste territoire. Contrairement aux idées de Karl Nesselrode, le ministre des Affaires étrangères, Mouraviov est personnellement chargé par Nicolas Ier de faire pression sur la Chine. La première action de Mouraviov, en tant que gouverneur général est de mettre fin au gaspillage des fonds publics. Il rend obligatoire l'apprentissage du russe dans les écoles pour les Sibériens, et poursuit l'exploration et la colonisation des territoires au nord de l'Amour, en ayant souvent recours aux exilés politiques. Il fait beaucoup pour étendre le commerce dans les régions les plus à l'Est. Voyant la religion comme un puissant moyen de contrôler la population locale, il favorise la construction d'églises et encourage les croyances locales comme le chamanisme et le bouddhisme.
À la suite du traité de Nertchinsk, en 1689, la Russie a perdu le droit de naviguer sur le fleuve Amour, mais la Chine ne réclamera jamais la partie basse du fleuve. Mouraviov insiste sur la nécessité de conduire une politique agressive face à la Chine malgré les importantes réticences des diplomates à Saint-Pétersbourg, qui craignent une détérioration des relations entre les deux pays. Pourtant, du fait que les Russes revendiquent la partie aval du fleuve Amour, plusieurs expéditions, organisées par Guennadi Nevelskoï, ont été approuvées par le gouvernement. En 1851 - 1853, plusieurs expéditions sont envoyées dans l'estuaire du fleuve Amour et à Sakhaline, et des colonies russes s'établissent dans la région. Entre 1851 et 1859, Nikolaï Mouraviov-Amourski s'installe avec sa famille, préceptrice incluse (Lydie Amie Farron), d'abord à Novgorod puis à Vilna.
Le 31 décembre 1853, le tsar Nicolas Ier accorde à Mouraviov le droit de mener des négociations avec les Chinois concernant l'établissement d'une frontière le long du fleuve Amour, et de transporter des troupes dans l'estuaire. En 1854 - 1858, Mouraviov aide Guennadi Nevelskoï à remplir sa mission. La première expédition partit en mai 1854. Une flotte de soixante-dix-sept barges et radeaux, menée par le bateau à vapeur Argun, remonte l'estuaire. En raison de la guerre de Crimée, une partie de la flotte est envoyée dans la baie d'Avatcha, dans la péninsule de Kamtchatka, où une série de pièces d'artillerie furent installées pour protéger la péninsule. Cette artillerie joua un rôle important dans la défense de la ville de Petropavlovsk (voir Siège de Petropavlovsk), qui fut attaquée par les forces franco-britanniques. L'expédition de 1855 transporte les premiers colons russes dans l'estuaire de l'Amour. Mouraviov entame les négociations avec les Chinois à cette époque.

## Le Traité d'Aigun
Pendant la dernière expédition en 1858, Mouraviov conclut le Traité d'Aigun avec le gouvernement Qing de Chine. À l'origine, les Chinois étaient contre le fait d'établir des frontières sur le fleuve Amour, préférant le statu quo, qui garantissait un contrôle commun à la Chine et à la Russie des territoires adjacents. Mouraviov réussit cependant à persuader les Chinois que les intentions de la Russie sont pacifiques et constructives. Le Traité d'Aigun reconnait effectivement le fleuve Amour comme frontière entre la Russie et l'Empire Qing, garantissant un accès à l'océan Pacifique à la Russie. En remerciement, Mouraviov reçoit le titre de comte Amourski, c'est-à-dire « du fleuve Amour ». La signature du traité est célébrée par des illuminations grandioses à Pékin et des festivités dans les principales villes de Sibérie. Les territoires nouvellement acquis par la Russie comprennent Priamourie, Sakhaline, et la plupart des territoires des krais actuels de Primorie et Khabarovsk.
Le traité d'Aigun est confirmé et étendu par le traité de Pékin de 1860 accordant à la Russie le kraï du Primorie.
En tant que gouverneur général de Sibérie orientale, Mouraviov fait de nombreuses tentatives de colonisation des berges du fleuve Amour. Ces tentatives ont été infructueuses, très peu de personnes étaient désirant s'installer volontairement dans cette région reculée. Mouraviov doit transférer plusieurs détachements de Cosaques de Transbaïkalie pour peupler la région. Parmi ses autres tentatives infructueuses, on peut signaler les échecs dans la mise en place d'un réseau de transport par bateau à vapeur sur l'Amour et dans la mise en place d'une route postale.
Les principales objections des membres du gouvernement de Saint-Pétersbourg contre la prise de la rive gauche de l'Amour était le manque d'hommes pour défendre ces nouveaux territoires, Mouraviov-Amourski adressa une pétition pour libérer les paysans de Nertchinsk du travail obligatoire dans les mines. Avec ses gens, un corps de douze mille Cosaques de l'Amour est mis en place et envoyé pour coloniser la région, le rôle militaire étant réservé aux Cosaques transférés de Transbaïkalie.
Mouraviov-Amourski démissionne du poste de gouverneur général en 1861, après le refus de sa proposition de diviser la Sibérie orientale en deux gouvernements généraux. Il est nommé membre du Conseil d'État. En 1868, il part à Paris, où il vit jusqu'à sa mort en 1881, rentrant en Russie de temps à autre pour participer aux réunions du Conseil d'État.
Il avait épousé en 1847 Élisabeth Bourgeois de Richemont,, (1815-1897), née à Paris dans une famille d'origine lorraine, qui finit ses jours à Gelos, près de Pau.

## Commémorations
La péninsule sur laquelle a été bâtie la ville de Vladivostok porte en son honneur le nom de péninsule Mouraviov-Amourski.
En 1891, une statue en bronze de Mouraviov est érigée sur une falaise du fleuve Amour près de Khabarovsk. En 1929, elle est déboulonnée et remplacée par une statue de Lénine, qui reste en place jusqu'en 1989.
En 1992, les cendres de Mouraviov-Amourski sont transférées de Paris pour être ré-enterrées dans le centre de Vladivostok. Un monument en l'honneur de Mouraviov-Amourski à Khabarovsk est restauré en 1993.
Ce monument, avec le pont de Khabarovsk sur le fleuve Amour, est représenté sur les billets de cinq mille roubles émis par la Banque centrale de la fédération de Russie le 31 juillet 2006.